# Separator de grăsimi
Separator de grăsimi - echipament pentru filtrarea și pre-tratarea apelor menajare contaminte cu uleiuri și grăsimi de origine vegetală sau animală.. Conform legislației de mediu din România operatorii ecomomici care prin activitatea lor generează ape uzate contaminate cu grăsimi de origine vegetală sau animală, sunt obligați să doteze chiuvetele din incinta unde aceștia își desfășoară activitatea cu câte un separator de grăsimi. Acesta măsură a fost impusă datorită impactului devastator pe care aceste grăsimi le au asupra surselor de apa și a solului.

### Standarde aplicabile
Hotărârea de Guvern nr. 351/2005

NTPA 002/2002

SREN 12566-1/2002

### Principii de funcționare
Principiul care stă la bază proiectării și fabricării separatoarelor de grăsimi este principiul separației gravitaționale fără aport de energie. Separația se face cu ajutorul diferențelor de densitate dintre apa și grăsimile si uleiurile de origine vegetală sau animală.

### Domenii de aplicare
- Restaurante
- Fabrici
- Baruri
- Piețe agro-alimentare
- Cafenele
- Cofetării
- Patiserii